# The Day the Earth Stopped
The Day the Earth Stopped is een Amerikaanse film uit 2008 van The Asylum met C. Thomas Howell.

## Verhaal
In alle belangrijke hoofdsteden verschijnen grote intergalactische robots met een ultimatum: bewijs het belang van het bestaan van het menselijk leven.

## Rolverdeling
| Acteur            | Personage  |
| ----------------- | ---------- |
| C. Thomas Howell  | Josh Myron |
| Judd Nelson       | Charlie    |
| Darren Dalton     | Prewitt    |
| Sinead McCafferty | Skye       |
| Bug Hall          | Man        |